# La Farce de Maître Pathelin
« Pathelin » redirige ici. Pour l’article homophone, voir Patelin.
La Farce de Maître Pathelin (ou La Farce de Maître Pierre Pathelin, La Farce de Pathelin, Farce Maître Pierre Pathelin, Farce de Maître Pathelin) est une pièce de théâtre (du genre de la farce) composée à la fin du Moyen Âge, vers 1456-1460. La 1re édition imprimée est datable de 1485. Publiée de manière anonyme, cette œuvre est parfois attribuée à Guillaume Alexis, voire à François Villon. Les références au monde de la justice (procès, juge, avocat...) émaillant la pièce, certains avancent qu'elle a pu être écrite par un homme de justice. Mais, d’après Bruno Roy, l’auteur le plus probable serait Triboulet, le bouffon de René d’Anjou.  
La pièce constitue le meilleur et l’un des plus anciens chefs-d’œuvre du théâtre comique médiéval ; elle est, en outre, souvent considérée comme la première pièce comique de la littérature française.

## Description
La Farce de maître Pathelin est écrite en vers octosyllabiques (elle comporte 1605 vers), en dialecte d’Île-de-France fortement mâtiné de particularismes angevins,. La popularité de la pièce est attestée par les nombreuses éditions imprimées qui en furent faites à la fin du XVe siècle et au XVIe siècle : la première, datable de vers 1485, a pour titre Maistre Pierre pathelin (in-4 goth. sans bois de 44 feuillets non chiffrés de 26, puis 25 lignes, à la pleine page ; imprimé à Lyon par Guillaume Le Roy) ; une autre, datée de 1490, a pour titre Pathelin le grant et le petit (in-4 goth. de 34 feuilles de 29 lignes à la page ; imprimé à Paris le 20 décembre 1490) et elle est illustrée. Toutes ces éditions présentent des remaniements du texte et des variantes dans le titre. De France, la farce s'est répandue à l’étranger, et on la trouve imitée en Allemagne. Il en existe même une traduction latine, Veterator.
Satire féroce et jubilatoire, la Farce de Maître Pathelin est une joyeuse école de friponnerie universelle, une suite de ruses et de fraudes faisant ricochet, sans autre morale que le plaisir de voir tromper un trompeur. La pièce refuse toute position morale : les personnages présentés sont de réjouissantes canailles, et maître Pathelin, avocat sans cause, l’est plus encore que tous les autres réunis. Le principal personnage est resté comme un type de fourbe flatteur et cauteleux, et c’est d’après cette pièce que l’adjectif « patelin » a revêtu l’acception péjorative de « douceur insinuante et hypocrite ».

## «Revenons à nos moutons»
Une foule d’expressions de cette perle littéraire du vieux théâtre sont restées, aujourd’hui encore, dans le langage courant — comme « Revenons à nos moutons » (faisant suite, dans la pièce, à un imbroglio à propos d’un troupeau).

## Résumé
Maître Pathelin, avocat rusé, anciennement populaire mais désormais sans cause, décide de refaire sa garde-robe sans que cela lui coûte un sou. Il dupe et vole le drapier Guillaume Joceaume ; Pathelin emporte une pièce de tissu et invite le marchand à venir se faire payer chez lui. Devant Guillaume, Pathelin et sa femme Guillemette jouent la comédie du mourant et de la femme en pleurs, et Guillaume repart en courant. Il croit que c'est le diable en personne qui est venu lui jouer un tour. 
Le berger Thibault l'Agnelet vient trouver Pathelin pour lui demander de le défendre dans un procès contre son maître, Guillaume Joceaume, dont il a égorgé des brebis. Pathelin propose une ruse à Thibault : qu'il se fasse passer pour un simple d'esprit devant le Tribunal, et réponde à toutes les questions en bêlant comme un mouton. Mais Guillaume, le drapier, reconnaît Pathelin, et tente également de dénoncer son vol de draps devant le juge. Cependant, en accusant tour à tour Pathelin et Thibault, Guillaume s'emmêle dans ses paroles, et passe pour un imbécile (c'est alors que le juge, qui ne veut entendre parler que de l'histoire des moutons de Thibault et non du vol de draps, emploie une expression célèbre « Revenons à nos moutons »). À l’issue du procès, plaidé par Maître Pathelin et gagné par le berger, Pathelin ne parviendra pas à se faire payer, car l'Agnelet, plus rusé que lui, répondra en bêlant à toutes les demandes de son défenseur.

## Personnages
- Maître Pierre Pathelin, avocat devenu pauvre ; beau parleur et rusé.
- Guillemette, femme de Pathelin ; elle trompe Guillaume en prétendant que son mari est malade.
- Guillaume Joceaume, drapier qui vend à crédit du drap à Pathelin ; très malhonnête mais dupé.
- Thibault l'Agnelet, berger qui demande l'aide de Pathelin ; mais à la fin, il le dupe.
- le juge, qui n'a qu'un petit rôle dans l'intrigue.

## Adaptations
- L'Avocat Patelin, comédie en trois actes de David Augustin de Brueys et Jean de Palaprat, 1706.
- Maître Pathelin, opéra-comique en un acte de François Bazin, 1856.
- La vraie Farce de Maître Pathelin, mise en trois actes et en vers modernes, par Édouard Fournier, créé à la Comédie-Française & édité à Paris : Librairie de Bibliophiles, 1872[9]
- La Farce de Maître Pathelin, opéra-comique de Henry Barraud, 1938.
- Si Nistri, adaptation de La Farce de Maître Pathelin par Mohya en langue kabyle
- Pièce de théâtre pour enfant au Badaboum Théâtre[10].